# Pia Mia
Pia Mia, all'anagrafe Pia Mia Perez (Guam, 19 settembre 1996), è una cantante, attrice e modella statunitense.
Acquista notorietà nel 2013 dopo aver pubblicato nel proprio canale YouTube una cover della canzone Hold On, We're Going Home di Drake. Ottiene successivamente un successo commerciale con il singolo Do It Again, per poi pubblicare l'EP The Gift via Interscope.

## Biografia
Figlia di Peter Perez Jr. e Angela Terlaje Perez, ha sei fratelli: quattro maggiori e due minori. Pia Mia attualmente vive a Los Angeles. Ha origini europee e maleo-polinesiache.

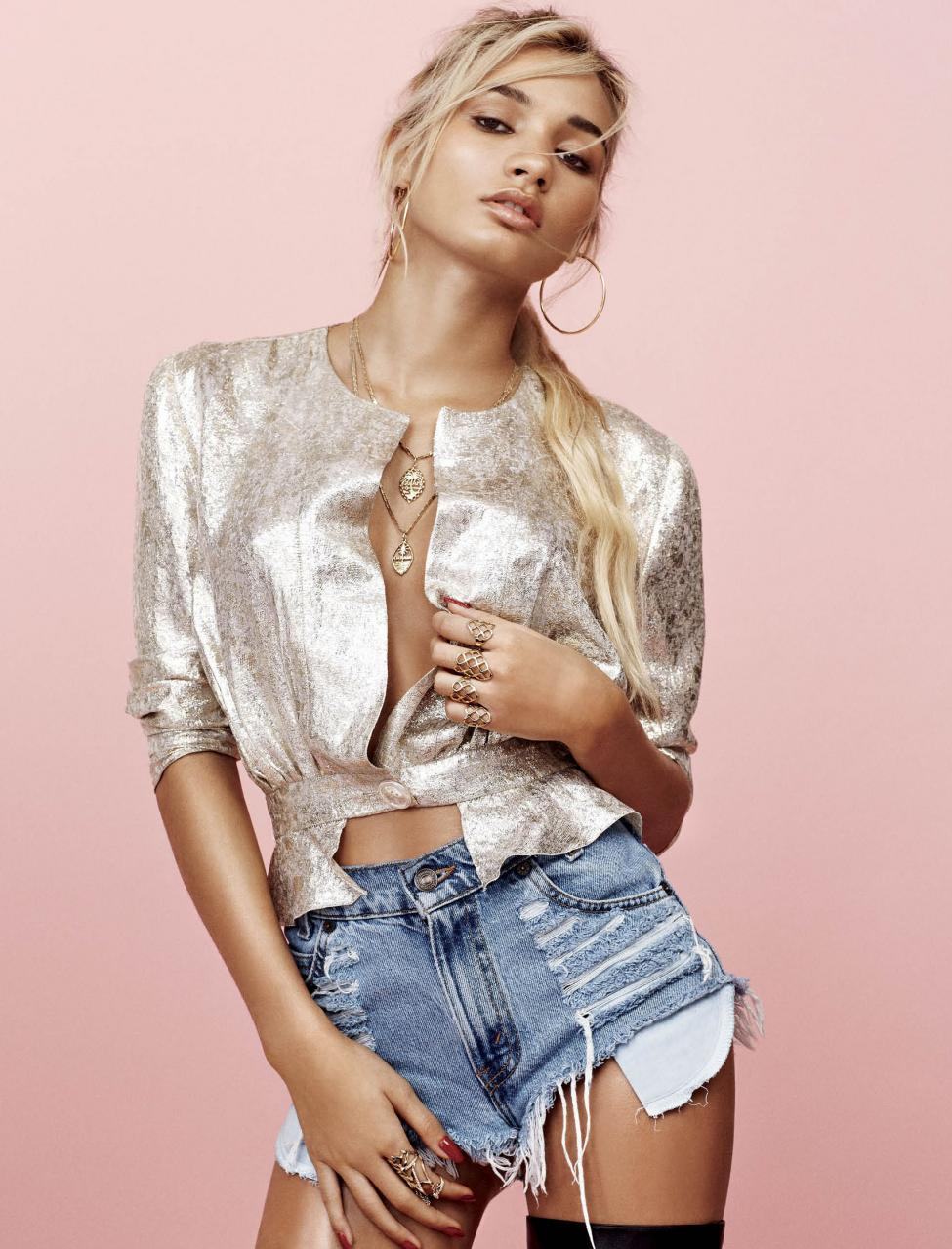
Pia Mia nel 2016

Pia Mia comincia la sua carriera musicale nel 2011 postando sul proprio canale YouTube una cover del brano It Will Rain di Bruno Mars. Ad ottobre 2015 ha guadagnato un totale di oltre 200.000 iscritti e 25 milioni di visualizzazioni.
Pia Mia viene presentata dal manager e produttore esecutivo di Chris Brown, Abou Thiam nel 2013. Comincia a lavorare sul suo nuovo materiale con il produttore Nic Nac, incidendo anche una cover di Hold On, We're Going Home, singolo di Drake pubblicato nel 2013. Più tardi, nello stesso anno, Kim Kardashian pubblica su Keek un video mostrando Pia Mia mentre canta una versione acapella di una sua canzone al rapper Kanye West a casa Kardashian, generando l'interesse dei media. Pia Mia fa uscire un video musicale di Red Love, singolo di debutto dall'EP The Gift, viene pubblicato nel suo canale Vevo il 9 dicembre 2013. Il 23 dicembre 2013 Pia Mia pubblica online gratuitamente l'EP The Gift, contenente tra le 8 tracce, inclusa la cover di Drake. Il 25 febbraio 2014 viene pubblicata una versione ridotta del mixtape su iTunes senza le canzoni Shotgun Love e I Got It.
Nel febbraio del 2014 Pia Mia firma un contratto con l'etichetta discografica Interscope Records. Fight For You, scritta in collaborazione con Chance the Rapper, viene inserita nella colonna ufficiale del film Divergent. La canzone raggiunge la sedicesima posizione nella Billboard 200.
Nel 2015 Pia registra due nuovi singoli chiamati Fuck With You (FWY) e Do It Again. FWY è stato registrato con il rapper G-Eazy e ne pubblica il video ufficiale sul suo canale VEVO il 31 marzo 2015. Mentre Do It Again è registrato con Chris Brown e Tyga, pubblica un lyric video sempre su VEVO il 3 maggio 2015. Entrambi i singoli vengono pubblicati dalla Wolfpack/Interscope Records. Nel 2017 pubblica in maniera indipendente secondo EP The Gift 2.
Nel 2019 partecipa al film After con Hero Fiennes-Tiffin e Josephine Langford. Ha anche pubblicato un singolo, Bitter Love, che è stato il tema musicale del film. Nel 2020, Pia Mia pubblica il singolo Princess, il quale include un campionamento della hit di Chris Brown Kiss Kiss. Successivamente, l'artista pubblica un altro singolo intitolato Hot. Nel 2021 pubblica il suo terzo EP My Side.

## Discografia

### Album in studio
- 2024 – Anti Romantica

### EP
- 2014 – The Gift
- 2018 – The Gift 2
- 2021 – My Side

### Singoli
- 2012 – Last Man on Earth
- 2013 – Going Home
- 2013 – Shotgun Love
- 2013 – What a Girl Wants
- 2013 – Red Love
- 2013 – Mr. President
- 2014 – Fight for You (feat. Chance the Rapper)
- 2015 – Fuck with You (feat. G-Eazy)
- 2015 – Do It Again (feat. Chris Brown & Tyga)
- 2015 – Touch
- 2016 – Boys&Girls (feat. will.i.am)
- 2016 – We Should Be Together
- 2019 – Can't Sing Better
- 2019 – Bitter Love
- 2020 – Princess
- 2020 – Hot
- 2021 – 730

### Collaborazioni
- 2020 – Lovefool (Twocolors feat. Pia Mia)

## Filmografia

### Cinema
- Zampa e la magia del Natale (The Search for Santa Paws), regia di Rober Vince (2010)
- After, regia di Jenny Gage (2019)
- After 2 (After We Collided), regia di Roger Kumble (2020)

### Televisione
- Al passo con i Kardashian (Keeping Up with the Kardashians) – programma TV, episodi 8x06–11x03 (2013–2015)
- Happy Together – serie TV, episodio 1x01 (2018)

### Videoclip
- It Will Rain – Bruno Mars (cover by Pia Mia), su YouTube, 2011. URL consultato il 3 ottobre 2019.
- Going Home (Cover), su YouTube, 2013. URL consultato il 3 ottobre 2019.
- Red Love, su YouTube, 2013. URL consultato il 3 ottobre 2019.
- Mr. President, su YouTube, 2014. URL consultato il 3 ottobre 2019.
- F**k With U ft. G-Eazy, su YouTube, 2015. URL consultato il 3 ottobre 2019.
- Do It Again ft. Chris Brown, Tyga, su YouTube, 2015. URL consultato il 3 ottobre 2019.
- Touch, su YouTube, 2015. URL consultato il 3 ottobre 2019.
- I'm A Fan ft. Jeremih, su YouTube, 2017. URL consultato il 3 ottobre 2019.
- Bitter Love, su YouTube, 2019. URL consultato il 3 ottobre 2019.